# Horní Lhota (Ostrava városi járás)
Horní Lhota település Csehországban, Ostrava városi járásban. Horní Lhota Čavisov, Velká Polom, Dolní Lhota, Hrabyně, Kyjovice és Budišovice településekkel határos. Lakosainak száma 858 fő (2024. január 1.).

## Népesség
A település lakosságának változását az alábbi diagram mutatja:
| Lakosok száma | 275  | 334  | 413  | 487  | 495  | 586  | 826  | 847  | 850  | 858  |
|               | 1869 | 1890 | 1921 | 1950 | 1980 | 2001 | 2017 | 2019 | 2022 | 2024 |